# Kanton Angers-3
Der Kanton Angers-3 ist seit 1973 ein französischer Wahlkreis im Arrondissement Angers, im Maine-et-Loire und in der Region Pays de la Loire. Sein Hauptort ist Angers.

## Gemeinden
Der Kanton besteht aus acht Gemeinden und Gemeindeteilen mit insgesamt 41.964 Einwohnern (Stand: 1. Januar 2022) auf einer Gesamtfläche von 135,17 km²:
| Gemeinde                  | Einwohner 1. Januar 2022 | Fläche km² | Dichte Einw./km² | Code INSEE | Postleitzahl |
| ------------------------- | ------------------------ | ---------- | ---------------- | ---------- | ------------ |
| Angers                    | 24.223                   | 6,67       | 3.632            | 49007      | 49000, 49100 |
| Beaucouzé                 | 5.618                    | 19,34      | 290              | 49020      | 49070        |
| Béhuard                   | 119                      | 2,21       | 54               | 49028      | 49170        |
| Saint-Clément-de-la-Place | 2.139                    | 33,23      | 64               | 49271      | 49370        |
| Saint-Lambert-la-Potherie | 2.961                    | 13,81      | 214              | 49294      | 49070        |
| Saint-Léger-de-Linières   | 3.860                    | 24,08      | 160              | 49298      | 49070. 49170 |
| Saint-Martin-du-Fouilloux | 1.693                    | 14,82      | 114              | 49306      | 49170        |
| Savennières               | 1.351                    | 21,01      | 64               | 49329      | 49170        |
| Kanton Angers-3           | 41.964                   | 135,17     | 310              | 4903       | –            |

1. ↑   Nur der westliche Teil der Gemeinde, der Rest verteilt sich auf die Kantone Angers-1, Angers-2, Angers-4, Angers-5, Angers-6 und Angers-7.

## Veränderungen im Gemeindebestand seit 2019
2019:
- Fusion Saint-Léger-des-Bois und Saint-Jean-de-Linières → Saint-Léger-de-Linières